# Луцій Кассій Лонгін (легат)
Луцій Кассій Лонгін (лат. Lucius Cassius Longinus, 63 до н. е. — 42 до н. е.) — військовий діяч Римської республіки.

## Життєпис
Походив з впливового плебейського роду Кассіїв. Син Луція Кассія Лонгіна, народного трибуна 44 року до н. е.
Про його молоді роки мало відомостей. Під час громадянської війни 44—42 років до н. е. воював на боці свого дядька Гая Кассія, вбивці Гая Юлія Цезаря. У 43 році до н. е. командував легіоном у Сирії. У 42 році до н. е. брав участь у битві при Філіпах, де звитяжно бився й загинув у бою.

## Родина
- Син — Луцій Кассій Лонгін, консул-суфект 11 року н. е.